# Crocidura dhofarensis
Crocidura dhofarensis är en däggdjursart som beskrevs av Rainer Hutterer och Harrison 1988. Crocidura dhofarensis ingår i släktet Crocidura och familjen näbbmöss. IUCN kategoriserar arten globalt som otillräckligt studerad. Inga underarter finns listade i Catalogue of Life.
Arten är bara känd från en mindre region i Oman. Uppgifter angående levnadssättet saknas.